# Bright Promise
Bright Promise é uma série de televisão estadunidense exibida originalmente entre 29 de Setembro de 1969 e 31 de Março de 1972, pela rede NBC. O programa foi criado por Frank e Doris Hursley, que previamente haviam trabalhado em General Hospital.
Bright Promise retratava a vida de estudantes da fictícia Universidade de Bancroft, no Meio-Oeste estadunidense, e o nome do programa vinha da "promessa" que esses alunos representariam para o mundo.
Sucedendo You Don't Say! no NBC Daytime, Bright Promise foi cancelada após poucas temporadas e deu lugar a Return to Payton Place na grade de programação da emissora.